# Atlantico Live
Atlantico Live è il primo album dal vivo del cantante italiano Fabrizio Moro, pubblicato l'8 novembre 2011.

## Descrizione
L'album contiene 2 CD di canzoni dal vivo registrate all'Atlantico di Roma e un DVD del concerto in questione, arricchito dai due inediti Respiro e Fermi con le mani
Il cantautore ha affermato che ha voluto registrare questo album, perché segna un passaggio dei prime cinque anni della sua carriera con la band.
Il primo singolo estratto dall'album è stato Respiro, a cui è venuto seguito poi Fermi con le mani.
Il live è stato registrato al palazzetto Atlantico di Roma il 19 novembre 2010, data di chiusura del suo tour.

## Tracce

### CD 1
1. Fermi con le mani (in studio) – 3:20 (testo: Fabrizio Moro – musica: Fabrizio Moro, Pier Cortese)
2. Respiro (in studio) – 3:28 (Fabrizio Moro)
3. Un pezzettino – 4:32 (Fabrizio Moro)
4. Il momento giusto – 4:02 (testo: Fabrizio Moro – musica: Fabrizio Moro, Fabrizio Termignone)
5. La complicità – 4:46 (Fabrizio Moro)
6. Ognuno ha quel che si merita – 4:56 (Fabrizio Moro)
7. È solo amore – 4:30 (testo: Fabrizio Moro)
8. Gastrite – 4:02 (Fabrizio Moro)
9. Eppure mi hai cambiato la vita – 3:33 (Fabrizio Moro)
10. Svegliati – 4:30 (Fabrizio Moro)
11. Desiderare – 3:35 (Fabrizio Moro)
12. 21 anni – 4:13 (Fabrizio Moro)
13. Non importa – 2:22 (Fabrizio Moro)
14. Sangue nelle vene – 2:41 (Fabrizio Moro)
15. Il senso di ogni cosa – 3:44 (Fabrizio Moro)

Durata totale: 58:14

### CD 2
1. Il peggio è passato – 8:31 (testo: Fabrizio Moro)
2. Un giorno un po' più grande – 3:47 (testo: Fabrizio Moro – musica: Fabrizio Moro, Daniele Teodorani)
3. Non è una canzone – 4:11 (Fabrizio Moro)
4. Libero – 3:34 (Fabrizio Moro)
5. Everybody – 4:50 (Fabrizio Moro)
6. Devi salvarti – 3:56 (testo: Fabrizio Moro – musica: Fabrizio Moro, Fabrizio Termignone, Danilo Molinari)
7. Barabba – 8:31 (testo: Fabrizio Moro – musica: Fabrizio Moro, Andrea Febo)
8. Pensa – 4:49 (Fabrizio Moro)
9. Parole rumori e giorni – 5:54 (Fabrizio Moro)
10. Domani – 3:28 (Fabrizio Moro)
11. Sembra impossibile – 3:37 (testo: Fabrizio Moro – musica: Fabrizio Moro, Fabrizio Termignone, Danilo Molinari)
12. Un'altra canzone per noi – 5:33 (Fabrizio Moro)

Durata totale: 60:41

### Singoli estratti
1. Respiro – 3:28 (Fabrizio Moro)
2. Fermi con le mani – 3:20 (testo: Fabrizio Moro – musica: Fabrizio Moro, Pier Cortese)